# Jackson and his Computer Band
Jackson and his Computer Band ist ein Musikprojekt des französischen Electronica-Musikers Jackson Fourgeaud (* 1979). Bekanntheit erlangte es vor allem 2005 durch die Veröffentlichung der Single Rock On und des Debüt-Albums Smash.

## Geschichte
Bereits im Alter von 15 Jahren begann Jackson Fourgeaud Musik zu machen. Durch das Erscheinen der EP Sense Juice E.P. durch das Label Sound Of Barclay im Jahre 1998 wurde seine Musik erstmals unter dem Namen Jackson & his Computer Band veröffentlicht. Bekanntheit erlangte Fourgeaud auch durch seinen Remix zu Truth Don Die von Femi Kuti.
2003 begann Fourgeaud mit den Arbeiten zu seinem ersten Album Smash. Es erschien 2005 durch das britische Label Warp Records. Zuvor wurde im selben Jahr die Single Rock On veröffentlicht. Das Stück Utopia des Albums Smash wurde 2006 als Hintergrundmusik für einen Werbespot von O₂ verwendet. 2008 zog Jackson Fourgeaud nach Berlin, um an seinem zweiten Album zu arbeiten.

## Stil
Fourgeauds anfängliche Arbeiten entsprachen dem Stil des Acid-House. Jackson and his Computer Band wird heute oft als IDM-Projekt bezeichnet.
Sein Debüt-Album Smash vereint allerdings mehrere Stilrichtungen. So werden die Stilrichtungen IDM (z. B. Utopia, Radio Caca), Glitch (Utopia, Headache), House (z. B. Arpeggio) und auch Hip-Hop (TV Dogs (Cathodica’s Letter)) genannt. Diese Stile variieren jedoch innerhalb eines Musikstückes. Auch Rockeinflüsse sind in das elektronische Klangspiel eingebracht worden (Rock On, Arpeggio). Viele Musikstücke gehen auf dem Album nahtlos ineinander über (z. B. Utopia und Rock On).
Die Vielfalt an Stilrichtungen des Albums Smash ist unter anderem aus der Mitarbeit verschiedener Künstler zu erklären. Neben dem US-amerikanischen Hip-Hop-Musiker Mike Ladd (TV Dogs (Cathodica’s Letter)) wirkte auch der französische Electro-Musiker Mr. Oizo (Oh Boy und Hard Tits) mit.
Der Gesang zu Fast Life und Utopia stammt von Fourgeauds Mutter, der Blues-Musikerin Paula Moore. Auch Fourgeauds zur Zeit der Aufnahme vierjährige Nichte wirkte an dem Album mit. Von ihr stammt die Kinderstimme, die in Oh Boy zu hören ist.

## Diskografie

### Alben
- 2005: Jackson and his Computer Band – Smash
- 2013: Jackson and his Computer Band – Glow

### Singles und EPs
- 1998: Jackson and his Computer Band – Sense Juice E. P. (EP)
- 2003: Jackson and his Computer Band – Utopia (Single)
- 2005: Jackson and his Computer Band – Rock On (Single)

### Remixe
- 1999: Femi Kuti – Truth Don Die (Jackson’s Rhum Gingembre)
- 2007: Justice – D.A.N.C.E. (Jackson Remix Do The J.A.H.C.B.)